# Солнечный (Карачаево-Черкесия)
Солнечный — посёлок в Прикубанском районе Карачаево-Черкесской республики. Входит в состав Октябрьского сельского поселения.

## История
В 1964 г. Указом Президиума ВС РСФСР поселок Пятая ферма совхоза «Октябрьский» переименован в Солнечный.

## Население
| 2002 | 2010 | 2021 |
| ---- | ---- | ---- |
| 372  | ↘336 | ↗378 |